# Clivina striatopunctata
Clivina striatopunctata är en skalbaggsart som beskrevs av Pierre François Marie Auguste Dejean. Clivina striatopunctata ingår i släktet Clivina och familjen jordlöpare. Inga underarter finns listade i Catalogue of Life.